# Reuth (Goldkronach)
Reuth ist ein Gemeindeteil der Stadt Goldkronach im Landkreis Bayreuth (Oberfranken, Bayern). Reuth liegt in der Gemarkung Nemmersdorf.

## Geografie
Das Dorf liegt am Saulochbach, einem linken Zufluss der Kronach. Eine Gemeindeverbindungsstraße führt an Konradswiese vorbei nach Nemmersdorf (0,8 km nordwestlich) bzw. zur Kreisstraße BT 12 (0,8 km südlich).

## Geschichte
Reuth wurde im Jahre 1692 erstmals urkundlich erwähnt.
Gegen Ende des 18. Jahrhunderts bestand Reuth aus acht Anwesen (1 Höflein, 4 Söldengüter, 1 Gütlein, 1 Haus, 1 Wohnhaus). Das Hochgericht sowie die Dorf- und Gemeindeherrschaft übte das bayreuthische Stadtvogteiamt Goldkronach aus. Die bayreuthische Amtsverwaltung Nemmersdorf war Grundherr sämtlicher Anwesen.
Von 1797 bis 1810 unterstand Reuth dem Justiz- und Kammeramt Gefrees. Infolge des Ersten Gemeindeedikts wurde Reuth dem 1812 gebildeten Steuerdistrikt Nemmersdorf zugewiesen. Zugleich entstand die Ruralgemeinde Reuth, zu dem Pfergacker gehörte. Sie war in Verwaltung und Gerichtsbarkeit dem Landgericht Gefrees zugeordnet und in der Finanzverwaltung dem Rentamt Gefrees. Mit dem Zweiten Gemeindeedikt (1818) wurde Reuth in die Ruralgemeinde Nemmersdorf eingegliedert. Im Zuge der Gebietsreform in Bayern wurde Reuth am 1. Juli 1972 nach Goldkronach eingemeindet.

### Einwohnerentwicklung
| Jahr      | 001818 | 001819 | 001861 | 001871 | 001885 | 001900 | 001925 | 001950 | 001961 | 001970 | 001987 |
| Einwohner | 72     | 66     | 71     | 78     | 98     | 70     | 60     | 54     | 58     | 50     | 39     |
| Häuser    | 11     |        |        |        | 12     | 12     | 11     | 10     | 11     |        | 11     |
| Quelle    | [ 7 ]  | [ 10 ] | [ 11 ] | [ 12 ] | [ 13 ] | [ 14 ] | [ 15 ] | [ 16 ] | [ 17 ] | [ 18 ] | [ 1 ]  |

## Religion
Reuth ist seit der Reformation evangelisch-lutherisch geprägt und bis heute nach Nemmersdorf gepfarrt.